# Hope (Novo México)
Hope é uma vila localizada no estado americano de Novo México, no Condado de Eddy.

## Demografia
Segundo o censo americano de 2000, a sua população era de 107 habitantes.
Em 2006, foi estimada uma população de 107, um aumento de 0 (0.0%).

## Geografia
De acordo com o United States Census Bureau tem uma área de 3,0 km², dos quais 3,0 km² cobertos por terra e 0,0 km² cobertos por água. Hope localiza-se a aproximadamente 1245 m acima do nível do mar.

## Localidades na vizinhança
O diagrama seguinte representa as localidades num raio de 56 km ao redor de Hope.